# 寄附金控除
寄附金控除（きふきんこうじょ）とは、個人が国や地方公共団体、社会福祉法人、一定の認定NPO法人などに対し寄付をした場合に認められる所得税の所得控除の制度を指す。類似するものとして、「寄附金特別控除」（所得税の税額控除）がある。対応する住民税の制度には、「寄附金税額控除」（ふるさと納税）がある。
欧米では寄附金控除が充実していることを背景に多くの寄付がなされており、日本においても寄附金控除を拡充する法改正が最近相次いでなされている。

## 日本の制度
居住者が2千円を超える特定寄附金を支出した場合に、1年間に支払った特定寄附金の合計額とその年分の総所得金額等の40％相当額のうちいずれか少ない金額から、2千円を控除した残額をその年分の所得金額から控除できる所得税の制度。確定申告が必要で、実質的に寄付した分に相当する額の所得にかかる所得税が免除されるのと同じ効果を得ることができる。
算式で示すと、下記のうち少ない金額が寄附金控除額となる。
1. 特定寄附金の金額 - 2,000円
2. 総所得金額等 × 40％ - 2,000円

### 特定寄附金
次に掲げる寄附金（学校の入学に際して行うものを除く）をさす。（所得税法78条2項）
1. 国又は地方公共団体（港湾法の規定による港務局を含む。）に対する寄附金（その寄附をした者がその寄附によつて設けられた設備を専属的に利用することその他特別の利益がその寄附をした者に及ぶと認められるものを除く。）
2. 公益社団法人、公益財団法人その他公益を目的とする事業を行う法人又は団体に対する寄附金（当該法人の設立のためにされる寄附金その他の当該法人の設立前においてされる寄附金で政令で定めるもの（法人の設立に関する許可又は認可があることが確実であると認められる場合においてされる寄附金をさす。）を含む。）のうち、次に掲げる要件を満たすと認められるものとして政令で定めるところにより財務大臣が指定したもの（いわゆる「指定寄附金」[1]）

イ　広く一般に募集されること。
ロ　教育又は科学の振興、文化の向上、社会福祉への貢献その他公益の増進に寄与するための支出で緊急を要するものに充てられることが確実であること。
3. 別表第一に掲げる法人（公共法人等）その他特別の法律により設立された法人のうち、教育又は科学の振興、文化の向上、社会福祉への貢献その他公益の増進に著しく寄与するものとして政令で定めるものに対する当該法人の主たる目的である業務に関連する寄附金（前2号に規定する寄附金に該当するものを除く。）
特定公益増進法人として以下の法人が政令で定められている（所得税法施行令217条）
  1. 独立行政法人
1の2 地方独立行政法人であって、試験研究を行うこと又は病院若しくは介護老人保健施設の設置又は管理を主たる目的とするもの
  2. 自動車安全運転センター、日本司法支援センター、日本私立学校振興・共済事業団及び日本赤十字社
  3. 公益社団法人及び公益財団法人
  4. 学校法人で学校（学校教育法第1条 （定義）に規定する学校をいう。以下この号において同じ。）の設置若しくは学校及び専修学校（学校教育法第124条 （専修学校）に規定する専修学校で財務省令で定めるものをいう。）若しくは各種学校（学校教育法第134条第1項 （各種学校）に規定する各種学校で財務省令で定めるものをいう。以下この号において同じ。）の設置を主たる目的とするもの又は準学校法人で専修学校若しくは各種学校の設置を主たる目的とするもの
  5. 社会福祉法人
  6. 更生保護法人

経過措置として特例民法法人のうち一定のもの及び科学技術の研究などを行う特定法人も対象とされている

#### 特定寄附金とみなされるもの
特定公益信託（公益信託ニ関スル法律第1条 （公益信託）に規定する公益信託で信託の終了の時における信託財産がその信託財産に係る信託の委託者に帰属しないこと及びその信託事務の実施につき政令で定める要件を満たすものであることについて政令で定めるところにより証明がされたものをいう。）のうち、その目的が教育又は科学の振興、文化の向上、社会福祉への貢献その他公益の増進に著しく寄与するものとして政令で定めるものの信託財産とするために支出した金銭は特定寄付金とみなす。（所得税法78条3項）
政令で定める特定公益信託は次に掲げるものの一又は二以上のものをその目的とする同項 に規定する特定公益信託で、その目的に関し相当と認められる業績が持続できることにつき当該特定公益信託に係る主務大臣等の認定を受けたもの（その認定を受けた日の翌日から5年を経過していないものに限る。）とする。
1. 科学技術（自然科学に係るものに限る。）に関する試験研究を行う者に対する助成金の支給
2. 人文科学の諸領域について、優れた研究を行う者に対する助成金の支給
3. 学校教育法第1条 （定義）に規定する学校における教育に対する助成
4. 学生又は生徒に対する学資の支給又は貸与
5. 芸術の普及向上に関する業務（助成金の支給に限る。）を行うこと。
6. 文化財保護法 第2条第1項 （定義）に規定する文化財の保存及び活用に関する業務（助成金の支給に限る。）を行うこと。
7. 開発途上にある海外の地域に対する経済協力（技術協力を含む。）に資する資金の贈与
8. 自然環境の保全のため野生動植物の保護繁殖に関する業務を行うことを主たる目的とする法人で当該業務に関し国又は地方公共団体の委託を受けているもの（これに準ずるものとして財務省令で定めるものを含む。）に対する助成金の支給
9. 優れた自然環境の保全のためその自然環境の保存及び活用に関する業務（助成金の支給に限る。）を行うこと。
10. 国土の緑化事業の推進（助成金の支給に限る。）
11. 社会福祉を目的とする事業に対する助成

#### 政治活動に関する寄附をした場合の寄附金控除の特例
個人が2019年12月31日までの間に政治活動に関する寄附（政治資金規正法の規定に違反することとなるもの及びその寄附をした者に特別の利益が及ぶと認められるものを除く。）をした場合で当該寄附に係る支出金のうち、次に掲げる団体に対するもの（第一号又は第二号に掲げる団体に対する寄附に係る支出金にあっては、第4号ロに掲げる団体に対する寄附に係る支出金にあつては、その団体が推薦し、又は支持する者が、公職選挙法の規定により候補者として届出のあった日の属する年及びその前年中にされたものに限る。）で政治資金規正法の規定による報告書により報告されたもの及び同号イに規定する公職の候補者として届出のあった者に対し当該公職に係る選挙運動に関してされたもので公職選挙法の規定による報告書により報告されたものについても特定寄付金とみなす。（租税特別措置法41条の18）
1　政治資金規正法に定める政党
2　政治資金団体
3　政治団体のうち衆議院議員若しくは参議院議員が主宰するもの又はその主要な構成員が衆議院議員若しくは参議院議員であるもの（いわゆる派閥も含む。）
4　後援団体のうち次に掲げる者
イ　衆議院議員、参議院議員、都道府県の議会の議員、都道府県知事又は政令指定都市の議会の議員若しくは市長の職（ロにおいて「公職」という。）にある者を推薦し、又は支持することを本来の目的とするもの
ロ　特定の公職の候補者又は当該公職の候補者となろうとする者を推薦し、又は支持することを本来の目的とするもの（イに掲げるものを除く。）

#### 認定特定非営利活動法人に寄附をした場合の寄附金控除の特例
認定特定非営利活動法人（認定NPO法人）に対し、当該認定特定非営利活動法人の行う特定非営利活動に係る事業に関連する寄附（その寄附をした者に特別の利益が及ぶと認められるものを除く。）をした場合には、その支出金は特定寄付金とみなされる。（租税特別措置法41条の18の3）
認定特定非営利活動法人は、その運営組織及び事業活動が適正であること並びに公益の増進に資することにつき政令で定める要件を満たすものとして、当該団体を所轄する都道府県知事または政令市市長の認定を受けたものをさす。

#### 特定新規中小会社が発行した株式の取得に要した金額の寄附金控除の特例
特定新規中小会社により発行される特定新規株式を払込みにより取得した場合の特定新規株式の取得に要した金額のうち一定の金額(1,000万円を上限)は特定寄附金とみなされる。（租税特別措置法41条の19）

### 手続
確定申告の際、領収書の写しを添付するとともに、地方独立行政法人、学校法人、特例民法法人、特定公益信託に関するものについては、対象に該当することを証する証明書等、政治活動に関する寄付については、選挙管理委員会の確認印のある「寄附金（税額）控除のための書類」（追完は可）、特定新規中小会社に関しては、寄附金控除額の計算明細書や都道府県知事等が発行した特定新規中小会社に該当するものであること等の確認書などが必要となる。

### 関連する制度

#### 寄附金特別控除
所得税の税額控除の制度である。政党等寄附金等特別控除は、所得控除の寄附金控除との選択適用となる。
次に基本的な算式を示す（所得税額の25％相当額などの上限あり）。（租税特別措置法41条の18、41条の18の2、41条の18の3）
- 政党等寄附金特別控除

　（その年に支払った政党への寄附金の合計額 - 2,000円） × 30％　=　特別控除額（100円未満切捨て）
- 認定NPO法人等寄附金特別控除

　（その年に支払った認定NPO法人等への寄附金の合計額 - 2,000円） × 40％　=　特別控除額（100円未満切捨て）
- 公益社団法人等寄附金特別控除

　（その年に支払った公益社団法人等に対する所定の寄附金の合計額 - 2,000円） × 40％　=　特別控除額（100円未満切捨て）

#### 寄附金税額控除
個人住民税の税額控除の制度である。対象は所得税より狭く、都道府県税及び市町村税で異なる。2010年度は2千円を超える寄付額に標準税率を乗じた額について税額控除される。控除額の上限は所得の40％に対応する税額とされている。地方公共団体に対する寄付については2千円を超える部分について住民税の所得割の2割（2014年12月以前は1割）に対応する額までは所得税の効く控除と合わせて全額税額控除されることになる。
一　都道府県、市町村又は特別区に対する寄附金（当該納税義務者がその寄附によつて設けられた設備を専属的に利用することその他特別の利益が当該納税義務者に及ぶと認められるものを除く。）、いわゆる「ふるさと納税」
二 　社会福祉法に規定する共同募金会（その主たる事務所を当該納税義務者に係る賦課期日現在における住所所在の都道府県内に有するものに限る。）に対する寄附金又は日本赤十字社に対する寄附金（当該納税義務者に係る賦課期日現在における住所所在の都道府県内に事務所を有する日本赤十字社の支部において収納されたものに限る。）で、政令で定めるもの
三 　所得税法第七十八条第二項第二号 及び第三号 に掲げる寄附金（同条第三項 及び租税特別措置法第四十一条の十八の三 の規定により特定寄附金とみなされるものを含む。）のうち、住民の福祉の増進に寄与する寄附金として当該都道府県の条例で定めるもの又は市区町村の条例で定めるもの

## 海外の制度
- アメリカ

　慈善行為を尊重する歴史的、文化的な背景により、寄附金に対する税控除の範囲が広く設定され、控除限度額も日本より高い。公益目的の寄附金が所得の30～50％を限度として認められる。
- イギリス

　寄附金優遇税制の恩恵を受けるのは、主にチャリティ機関とチャリティ機関に寄附する個人や法人である。ギフト・エイドの制度により、寄附金の22/78相当額が税務当局からチャリティに給付され、当該給付額に相当する納税が必要になる。